# Agabus blatta
Agabus blatta är en skalbaggsart som beskrevs av Jakovlev 1897. Agabus blatta ingår i släktet Agabus och familjen dykare. Inga underarter finns listade i Catalogue of Life.